# The Old Cobbler
The Old Cobbler é um filme mudo de drama curto norte-americano de 1914, dirigido por Murdock MacQuarrie. No elenco, o filme conta com Murdock MacQuarrie, Richard Rosson e Agnes Vernon, juntamente com Lon Chaney. The Old Cobbler foi o filme de estreia do MacQuarrie como diretor. O filme é agora considerado perdido.